# Campeonato Mundial de Bádminton de 1980
El II Campeonato Mundial de Bádminton se celebró en Yakarta (Indonesia) en 1980 bajo la organización de la Federación Internacional de Bádminton (IBF) y la Federación Indonesia de Bádminton.
Las competiciones se realizaron en el pabellón Istora Senayan de la capital indonesia. 

## Medallistas
| Evento               | Oro                                        | Plata                                      | Bronce                                                                      |
| -------------------- | ------------------------------------------ | ------------------------------------------ | --------------------------------------------------------------------------- |
| Individual masculino | Rudy Hartono Indonesia                     | Liem Swie King Indonesia                   | Hadiyanto Indonesia Lius Pongoh Indonesia                                   |
| Dobles masculino     | Ade Chandra Christian Hadinata Indonesia   | Hariamanto Kartono Rudy Heryanto Indonesia | Flemming Delfs Steen Skovgaard Dinamarca Misbun Sidek Jalani Sidek Malasia  |
| Individual femenino  | Verawaty Fadjrin Indonesia                 | Ivana Lie Indonesia                        | Lene Køppen Dinamarca Taty Sumirah Indonesia                                |
| Dobles femenino      | Nora Perry Jane Webster Inglaterra         | Verawaty Fadjrin Imelda Wiguna Indonesia   | Karen Bridge Barbara Sutton Inglaterra Yoshiko Yonekura Atsuko Tokuda Japón |
| Dobles mixto         | Christian Hadinata Imelda Wiguna Indonesia | Michael Tredgett Nora Perry Inglaterra     | Steen Fladberg Pia Nielsen Dinamarca Steen Skovgaard Lene Køppen Dinamarca  |

## Medallero
| Núm. | País       | Oro | Plata | Bronce | Total |
| ---- | ---------- | --- | ----- | ------ | ----- |
| 1    | Indonesia  | 4   | 4     | 3      | 11    |
| 2    | Inglaterra | 1   | 1     | 1      | 3     |
| 3    | Dinamarca  | 0   | 0     | 4      | 4     |
| 4    | Japón      | 0   | 0     | 1      | 1     |
| 4    | Malasia    | 0   | 0     | 1      | 1     |
|      | TOTAL      | 5   | 5     | 10     | 20    |